# 1-й истребительный авиационный полк «Варшава»
1-й истребительный авиационный полк «Варшава» (пол. 1 Pułk Lotnictwa Myśliwskiego „Warszawa”) — формирование истребительной авиации 1-й армии Войска Польского и Польской Народной Республики.

## История
В начале июня 1943 года командованием 1-й польской пехотной дивизии им. Т. Костюшко был объявлен приказ по дивизии, в соответствии с которым военнослужащим, ранее проходившим службу в польских ВВС, военнослужащим, имеющим авиационные специальности, а также добровольцам, желающим служить в польской авиации, предлагалось записаться добровольцами в создаваемую польскую авиачасть. Необходимое количество добровольцев собрали быстро, но только несколько человек из них уже имели опыт и квалификацию.
Во второй половине июля 1943 года началось развёртывание 1-й отдельной польской истребительной авиаэскадрильи и 1-го польского учебно-тренировочного авиационного отряда.
1-й польский учебно-тренировочный авиаотряд начали создавать на полевом аэродроме в Рязанской области. Обучением польского личного состава занималась группа офицеров-инструкторов Главного управления военно-учебных заведений РККА (лётчики Аникин, Антонов, Боев, Гаврилов, Гашин, Герман, Куценко, Матвеев, Никонов и Шапков — в основном, выпускники Краснознамённой Качинской авиашколы); вопросами снабжения и обеспечением деятельности польского подразделения занимался размещённый на аэродроме советский батальон аэродромного обслуживания (командиром которого являлся майор Караганов), материально-техническое обеспечение обеспечивала службы тыла ВВС Московского военного округа, общее руководство подготовкой польского личного состава осуществлял сначала лейтенант Ясинский, затем капитан Пашин.
Подготовка польских курсантов проходила на истребителях Як-1 и двухместных вариантах Як-7, но учебный процесс осложнялся в связи с тем, что большинство курсантов недостаточно знали русский язык, а советские офицеры-инструкторы в недостаточной степени знали польский язык.
19 августа 1943 года было принято решение включить создаваемый на базе эскадрильи истребительный авиаполк в состав 1-го польского пехотного корпуса.
Дополнительный истребитель Як-1 приобрёл на собственные средства и подарил эскадрилье актёр Вольф Мессинг (этот самолёт имел на кабине надпись «Дар профессора Вольфа Мессинга для польских лётчиков в СССР»).
23 февраля 1944 года было назначено командование авиаполка: командиром полка стал подполковник И. Г. Талдыкин, заместителем командира по лётной части — Николай Баевич, командиром истребительной авиаэскадрильи — Василий Гашин, штурманом эскадрильи — Василий Боев.
В соответствии с директивой Генерального Штаба РККА от 25 мая 1943 года, в начале июня 1943 года 1-я польская истребительная авиаэскадрилья выполнила перебазирование на аэродром Гостомель под Киевом (при этом польские лётчики совершили перелёт на своих истребителях — с двумя промежуточными посадками в Орле и Прилуках), на оставленном аэродроме 1 апреля 1944 года началось формирование польской ночной бомбардировочной авиаэскадрильи «Краков», получившей самолёты По-2.
В августе 1944 года личный состав завершил подготовку, после чего в состав польского полка был передан 611-й штурмовой авиаполк ВВС РККА и на базе авиаполка была создана смешанная авиадивизия.
23 августа 1944 года польские лётчики впервые вступили в бой на Варшавском направлении.
После окончания войны авиаполк был перевооружён реактивной авиатехникой.
В 2000 году полк был расформирован.